# Havířov Devils
Havířov Devils (v roce 1996 Havířov Vikings) byl český klub amerického fotbalu, který působil v domácí české lize v letech 1996-2010. Tým vznikl v roce 1995 ve městě Havířov, pod názvem Havířov Vikings a v roce 1996 se klub poprvé účastnil české ligy. V roce 2010 byl tým Devils zastaven, většina hráčů poté odešla do týmů Ostrava Steelers, který měl v letech 1999-2009 přerušenou činnost.